# Campo de críquet

La cancha de críquet, que tiene el pitch rectangular en el centro (que es el centro de la acción), y algunos óvalos pequeños para diferenciar entre los partes del infield y el outfield.

El campo de críquet críquet. Es una cancha ovalada de diámetro de 100 metros o más. Hay un área rectangular en el centro del campo que se llama el "pitch", que es más o menos 20x3 metros en tamaño, en que la bola está lanzada y rebote, y que tiene los dos wickets a sus extremos. Todo el campo tiene pasto excepto el pitch, y el pitch está mantenido de maneras diferentes en diferentes partes del mundo para influenciar la manera en que la bola puede rebotar; esto afecte al juego y a la dinámica entre el bateador y el lanzador. El pitch tiene varias líneas (creases en inglés) que determinan dónde los bateadores y el lanzador pueden estar durante el juego. Por ejemplo, hay dos creases que separan las dos zona seguras, que son los lugares los bateadores tienen que tocar para anotar carreras mientras que se crucen.

## El campo
El campo está dividido en dos mitades por una línea imaginaria de longitud ilimitada entre el centro de ambos wickets: el off-side y el leg-side/on-side. El off-side del campo es la mitad que corresponde a la mano dominante del bateador, así que el off-side de un bateador diestro es la mitad del campo que está a su derecha cuando está bateando.
Si la pelota toca el borde del campo o el suelo afuera de él, se anote carreras el equipo ofensivo.

## El pitch

Los "popping creases" (también llamados creases de bateo) determinan dónde las zona seguras están, y son los bordes de una área no segura.

El pitch cambia durante el juego, porque los jugadores corren en él y la bola está lanzada y rebote varias veces en su terreno. También, el clima puede afectarlo, porque la lluvia puede dañarlo, y hacer que la bola no rebote normalmente, o el sol lo puede hacer más sólido, y hacer que la pelota rebote más fácilmente y esté más fácil de batear. En un juego largo, como en Test cricket, la condición del pitch es un factor muy importante para los jugadores, y determina si el equipo que está bateando tiene la ventaja o el equipo del campo; a veces, los equipos determinan cuándo parar sus entradas por ver a esto.

### Las creases
Hay algunas creases (líneas marcadas en el suelo) que determinan qué puede pasar en los diferentes partes del pitch y campo. 

#### Creases de bateo
Las creases de bateo son líneas paralelas de longitud ilimitada con una distancia de 58 pies (17.678 metros) entre ellas, y cada crease de bateo está 4 pies (121.9 cm) del wicket más cercano. El lanzador debe lanzar la bola con un pie detrás de la línea, y la bola lanzada tiene que ir hasta la otra crease de bateo antes de rebotar demasiadas veces para que el lanzamiento sea legal. Los bateadores tienen que cruzar las creases de bateo con cualquier parte de su cuerpo (o con su bate en la mano) tocando al suelo para protegerse de estar eliminado entre wickets.